# Fulmarus glacialis
El fulmar boreal (Fulmarus glacialis) es una especie de ave procelariforme de la familia Procellariidae propia del océano Ártico y del norte de los océanos Atlántico y Pacífico. Es un ave marina robusta, de cabeza redondeada y pico robusto, se encuentra en varias fases de color del gris y blanco al gris azulado oscuro. Su vuelo es enérgico, alternando batidos rápidos con planeos. Come peces en la superficie del mar, o zooplacton a profundidades de varios metros y despojos de barcos pesqueros. 
La especie se ha vuelto muy común en los últimos siglos gracias a los barcos modernos que producen gran cantidad de desechos.

## Descripción

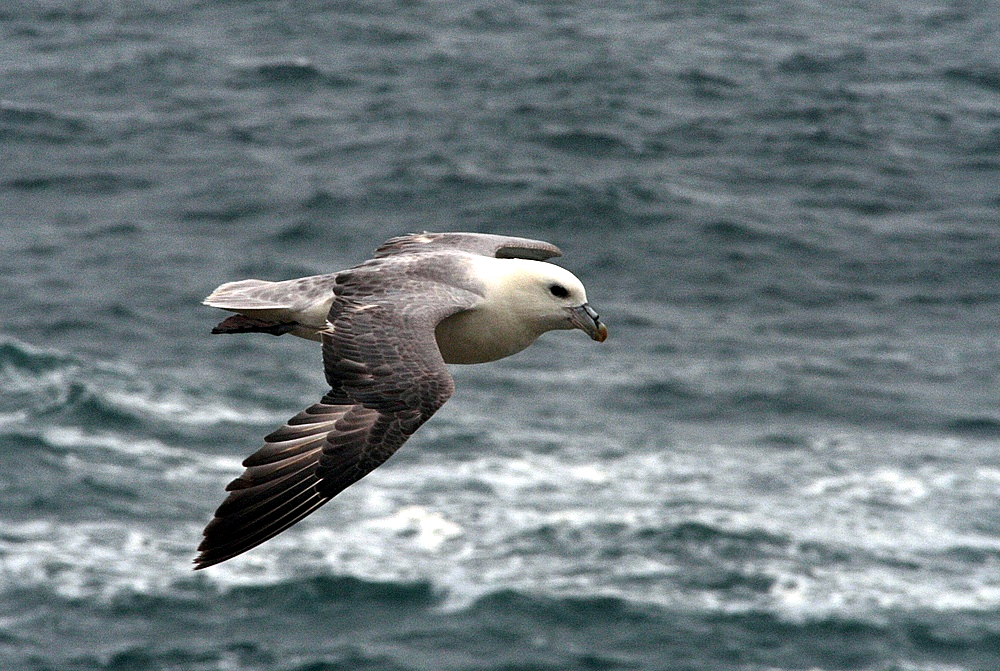
Los fulmares son más robustos que las gaviotas y tienen el pico más grueso.

El fulmar boreal tiene una envergadura alar de entre 102 y 112 cm, y una longitud corporal de 46 cm. Su peso oscila entre los 450 y 1000 g. El fulmar suele tener las partes superiores de color gris y la cabeza y las partes inferiores blancas, con un pico grueso de color amarillo claro y patas azuladas; sin embargo, existe otra fase de color oscura en la que las partes inferiores tienen más gris azulado que los bordes de las alas. Todos los morfos tienen las primarias interiores claras en la parte superior de las alas. El morfo del Pacífico tiene la cola más oscura que el morfo del Atlántico.
Como otros proceláridos su capacidad para andar es limitada, en cambio son magníficos voladores, con una técnica de vuelo en la que mantienen las alas rígidas, que los diferencia de las gaviotas. Además al comparar su silueta con las gaviotas su cuello es más robusto y su pico es corto y más grueso. Los fulmares son aves longevas que con frecuencia alcanzan la edad de 31 años.

## Taxonomía

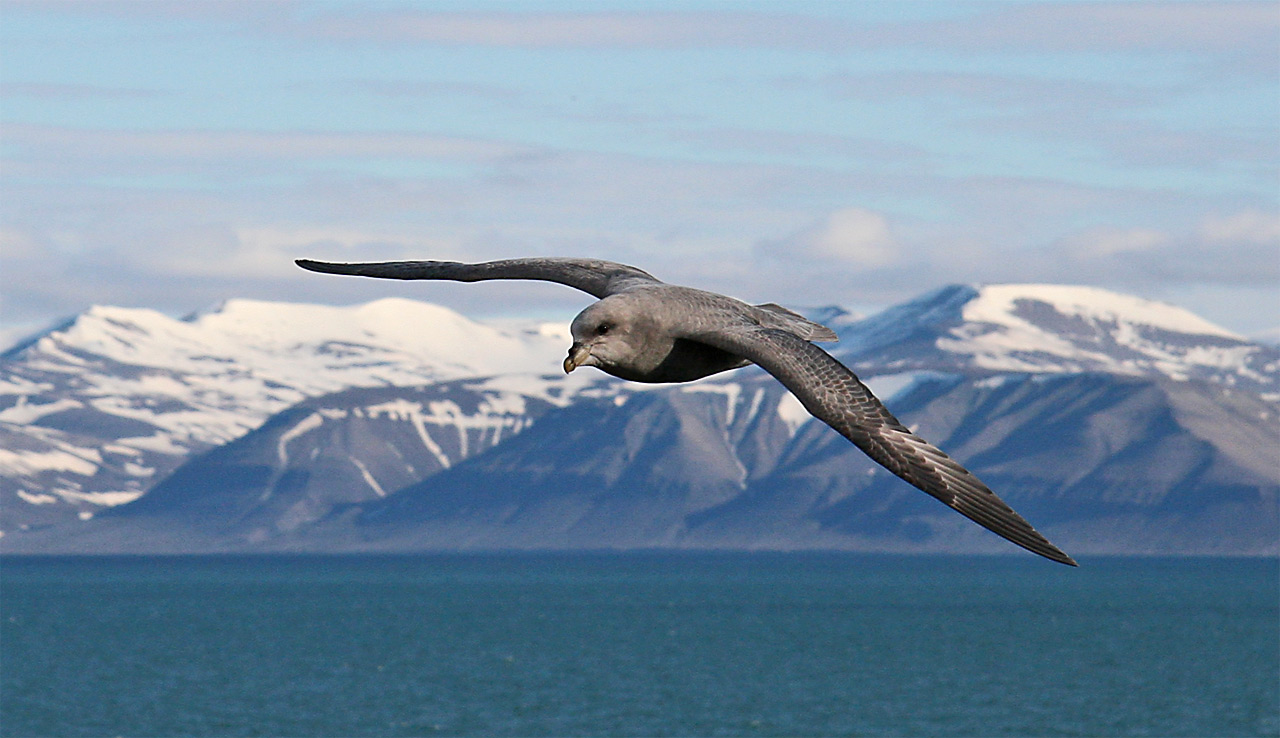
Fulmar en Spitzbergen.

El fulmar boreal es una de las dos especie del género Fulmarus, perteneciente a la familia Procellariidae, junto a los petreles y las pardelas, dentro del orden Procellariiformes. Fue descrito científicamente por Carlos Linneo en 1761 en la segunda edición de su obra Fauna svecica (Fauna de Suecia), con el nombre de Procellaria glacialis. Pero en 1826 fue trasladado como especie tipo del género Fulmarus, creado por el naturalista inglés James Francis Stephens. Su pariente más cercano es el otro miembro de su género, el fulmar austral que habita en el extremo opuesto del planeta. Su género se encuadra en la subfamilia Fulmarinae, un clado monofilético en el que también se clasifican los petreles y los pato petreles, cuyos miembros se caracterizan por la forma de su cráneo y tener tubos nasales grandes.
Se reconocen tres subespecies de fulmar boreal:
- F. g. glacialis – (Linnaeus, 1761): la subespecie nominal que cría en el alto Ártico y regiones más septentrionales del Atlántico norte;
- F. g. auduboni – Bonaparte, 1857: cría en el bajo ártico y regiones boreales del Atlántico norte;
- F. g. rodgersii – Cassin, 1862: cría en las costas de Siberia oriental y la península de Alaska.

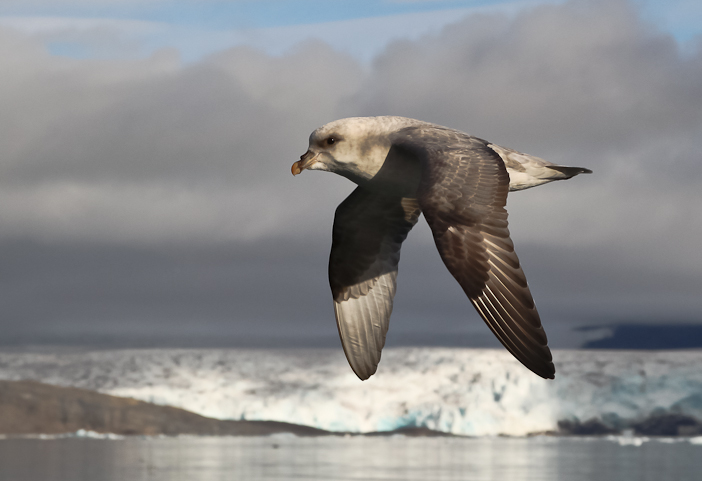
Fulmar volando en Kongsfjord, Ny-Ålesund, Svalbard.

Tanto su nombre común, fulmar, como el de su género, Fulmarus, proceden de los términos del nórdico antiguo full que significa «fético» y mar que significa «gaviota». Esta denominación de «gaviota fétida» hacía referencia a su parecido superficial con las gaviotas y a su aceite estomacal; una sustancia compuesta por ésteres cerosos y triglicéridos que como otros miembros de su familia almacenan en el proventrículo, y sirve como reserva de energía durante sus largos vuelos y para alimentar a sus polluelos: y también la usan para defenderse rociándola contra los depredadores. Por otra parte, su nombre específico glacialis es la palabra latina que significa «glacial», en alusión a su distribución septentrional.

## Comportamiento

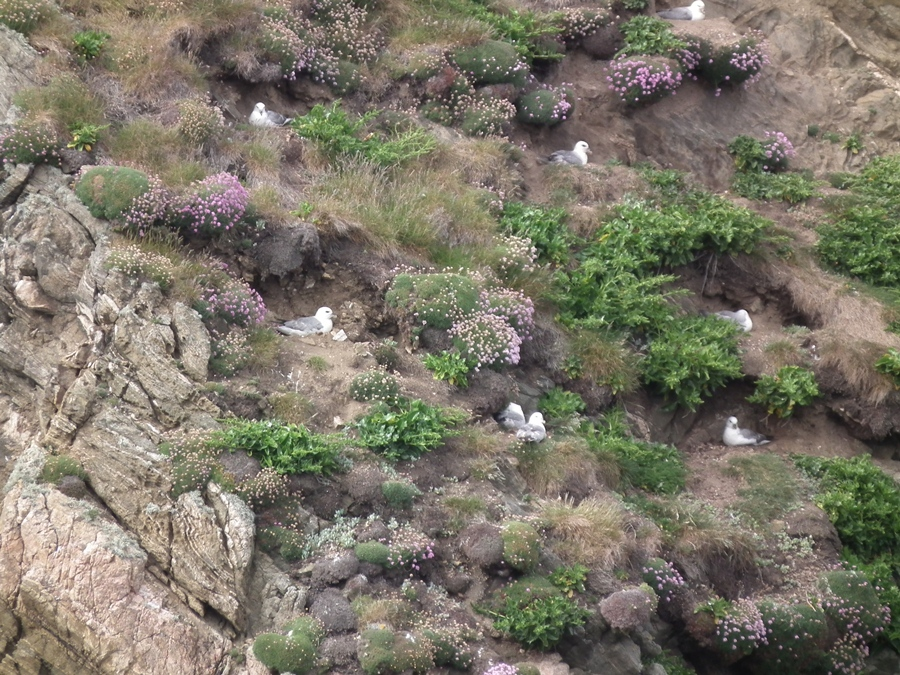
Colonia en County Mayo, Irlanda.

Vuela extendiendo sus alas rígidamente, y se deja llevar por el viento perpermaneciendo cerca de la superficie del agua. Realiza aleteos rápidos y escasos y planea para caer en picado con sorprendente agilidad. En los acantilados aprovecha las corrientes térmicas para ascender. El fulmar boreal se extiende por el norte del Atlántico y Pacífico y el Ártico, y anida en las islas rocosas y acantilados a lo largo de sus costas. Durante la época de reproducción permanece a una distancia de entre 30 y 40 km de sus colonias. El resto del año se dispersa mar adentro.

### Alimentación
El fulmar boreal se alimenta de gambas, peces, calamares, plancton y medusas, además de carroña y descartes de pesca. Para pescar se zambulle a varios metros de profundidad para atrapar a sus presas. Suelen seguir a los barcos pesqueros para alimentarse de los desechos lanzados por la borda.

### Reproducción

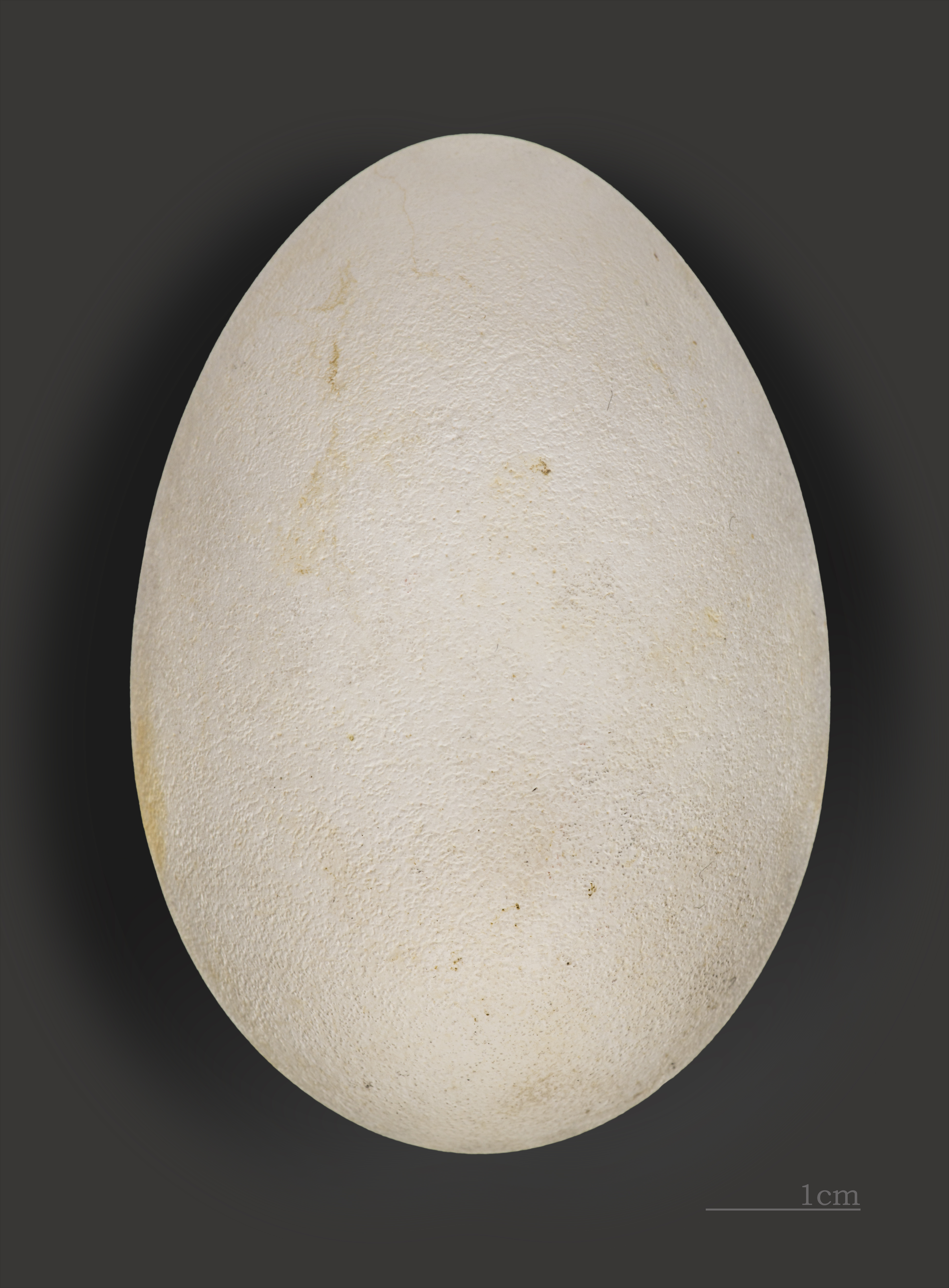
Fulmarus glacialis - MHNT

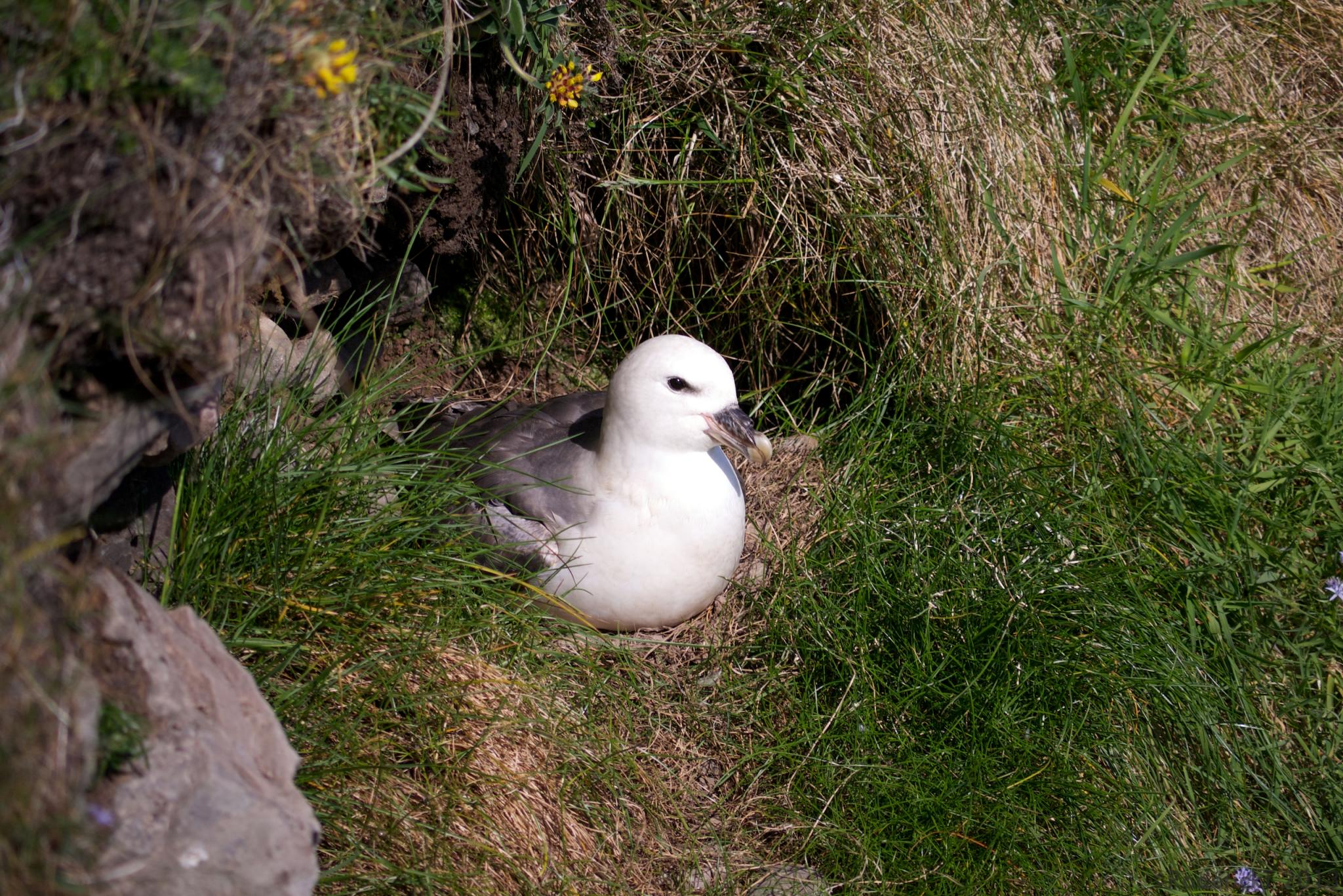
Anidando en Shetland, Escocia.

Los fulmares boreales alcanzan la madurez sexual entre los seis y los doce años. Son monógamos, y forman parejas que permanecen junta toda la vida y regresan al mismo lugar de anidamiento año tras año. La época de cría se produce de marzo a abril. El apareamiento no se produce en tierra sino en el agua, ya que hembra posee glándulas que almacenan el esperma, lo que permiten que pasen semanas entre la cópula y la puesta de los huevos. Durante el ritual de cortejo del fulmar el macho ameriza junto a la hembra irguiéndose con la cabeza hacia atrás, aletando y emitiendo llamadas. Durante el cortejo el macho obsequia a la hembra con alimentos.
Anida en los acantilados, en salientes cubiertos de hierba o en huecos en el suelo, forrados con materia vegetal suave. Los fulmares boreales suelen anidar en grandes colonias. Recientemente han empezado a anidar en azoteas de edificios. Ambos sexos se dedican a la construcción del nido. Ponen un solo huevo blanco, de unos 61 mm, que es incubado de 50 a 54 días por los dos componentes de la pareja. Los polluelos son altriciales y tardan unos 70 o 75 días en desarrollarse. También ambos sexos se encargan de alimentar a los polluelos. Los adultos alimentan a sus polluelos con comida regurgitada y medio digerida. Durante este periodo los progenitores son nocturnos.

## Estado de conservación
La población del fulmar boreal se estima entre los 15.000.000 y 30.000.000 de individuos adultos, que se extienden por una superficie de unos 28.400.000km², y su población en América del Norte está en aumento, por lo que está clasificado como especie bajo preocupación menor por la UICN. El área de distribución de esta especie se incrementó mucho durante el siglo XX a causa de que aprendió a aprovechar los descartes y desechos que las flotas de pesca comercial arrojan por la borda, aunque podría disminuir a causa de la sobrepesca y el cambio climático. El incremento de la población ha sido especialmente notable en las islas británicas.